# Bách Tế Huệ vương
Huệ Vương (mất 599, trị vì 598–599) là vị quốc vương thứ 28 của Bách Tế, một trong Tam Quốc Triều Tiên. Ông là vương tử thứ hai của vị quốc vương thứ 26 là Thánh Vương, ông lên ngôi sau khi người huynh và là quốc vương thứ 27 Uy Đức Vương qua đời, song bản thân cũng chỉ trị vì một thời gian ngắn ngủi trước khi mất. Tam quốc di sự (Samguk Yusa) thuật rằng ông là con trai của Uy Đức, song điều này được coi là một sai sót.
Thời gian ông trị vì đã chứng kiến nhiều cuộc xâm nhập lớn từ hai vương quốc Tân La và Cao Câu Ly láng giềng, trong đó Tân La (đời vua Tân La Chân Bình Vương) chiếm vùng thung lũng sông Hán năm 598 và từ đó có thể thông thương trực tiếp với nhà Tùy (đời vua Tùy Văn Đế) ở Trung Hoa. Vị thế thương mại dọc theo Hoàng Hải của Bách Tế nay chịu sự chi phối của Cao Câu Ly (đời vua Cao Câu Ly Anh Dương Vương) từ năm 599, tiền đồn giao thương tại Trung Hoa mất về tay nhà Tùy (đời vua Tùy Văn Đế), và sự tập trung chính trị của Nhật Bản (đời Thiên hoàng Suiko) cũng loại trừ được ảnh hưởng của Bách Tế. Sự suy giảm về ngoại thương và ảnh hưởng dẫn đến kình địch nội bộ trong giới quý tộc.
Sau khi ông qua đời vào năm 599, người con là Pháp Vương kế vị.